# Evangelisch-methodistische Kirche Leingarten

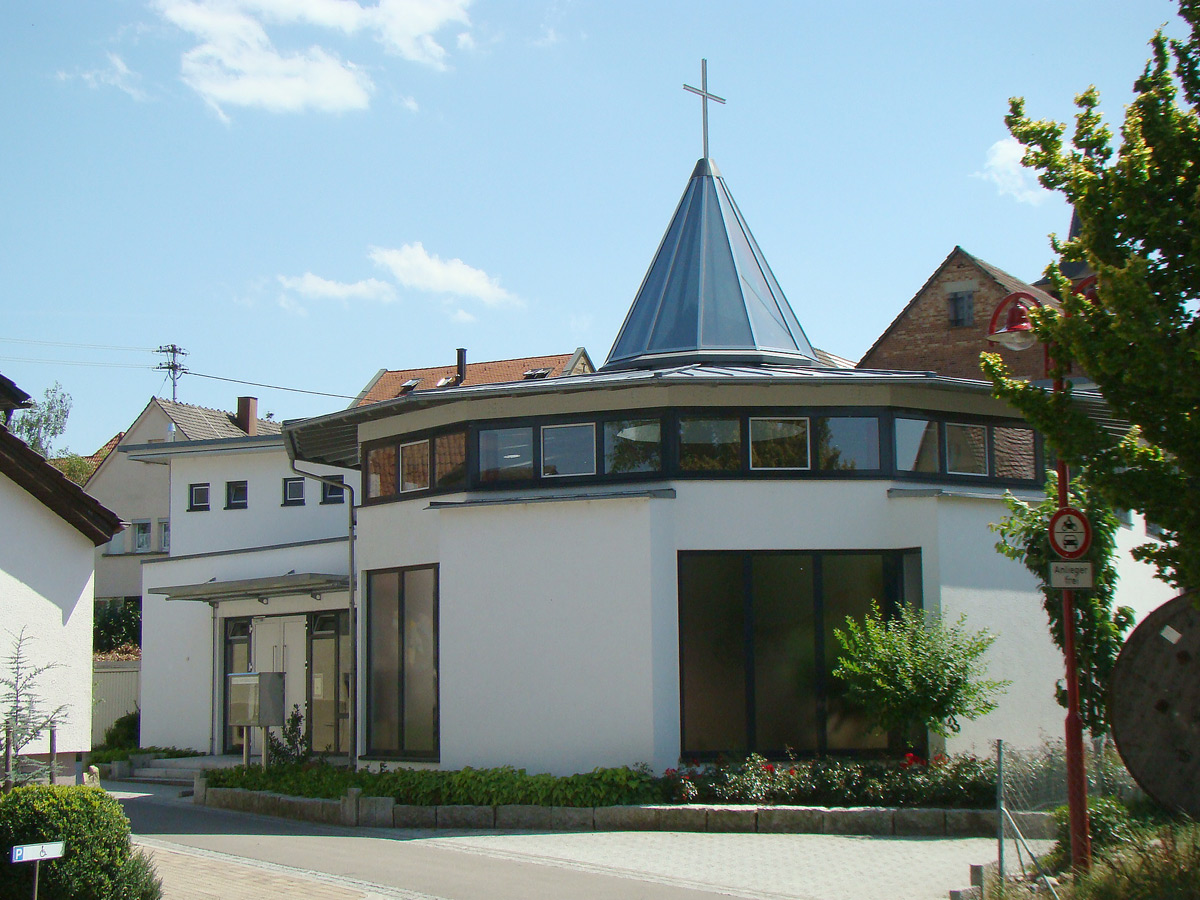
Die evangelisch-methodistische Kirche in Leingarten

Die Evangelisch-methodistische Kirche in Leingarten, einer Gemeinde im Landkreis Heilbronn im nördlichen Baden-Württemberg, wurde 2003 mit dem Anbau eines Gemeindezentrums in ihrer heutigen Form komplettiert. Die Kirche geht auf eine Methodistenkapelle von 1884 zurück.

## Geschichte
Eine Methodistengemeinde im Leingartener Ortsteil Großgartach besteht bereits seit 1868. Sie wurde anfangs von Heilbronn aus betreut und hielt ihre Zusammenkünfte in einem Wohnhaus in der Kapellengasse ab. 1869 gründete die Gemeinde eine eigene Sonntagsschule, die bald von über 100 Kindern der schnell wachsenden Gemeinde besucht wurde. Eine erste eigene Kapelle errichtete die Gemeinde im Jahr 1884 in der Bahngasse. Sie wurde 1922 erweitert und 1968 nochmals umgebaut. 2003 wurde die Kapelle durch den Neubau eines Gemeindezentrums ersetzt.